# Henri Lentulo

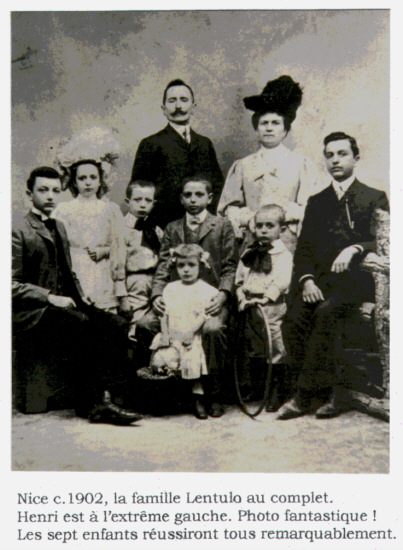
Henri Lentulo als 13-Jähriger in seiner Familie, Henri ganz links

Henri Lentulo (* 17. November 1889 in Nizza; † 27. Januar 1981 in Gap) war ein französischer Arzt italienischer Abstammung und ein Wegbereiter der Zahnheilkunde. Er widmete sein ganzes Leben der Zahnmedizin und eine Vielzahl seiner Behandlungstechniken wird bis heute von Zahnärzten in der ganzen Welt angewandt.

## Leben

### Kindheit und Ausbildung
Lentulo verbrachte zusammen mit sechs jüngeren Geschwistern seine Kindheit in Nizza und schloss 1902 mit einem glänzenden Zeugnis die Primarschule ab. Von 1904 bis 1907 absolvierte er eine Lehre als Zahntechniker in Marseille. Während dieser Jahre beschäftigte er sich auch mit dem Sozialismus. Im Oktober 1908 wurde er Laborleiter bei einem Zahnarzt in Calais. Nach einer Änderung der Ausbildungsordnung für Zahnärzte (Dauer nunmehr 3 bis 5 Jahre) ging Lentulo im Februar 1909 nach Paris, um sich auf das Studium vorzubereiten. Im September dieses Jahres begann er sein Studium an der École Dentaire und setzte es 1912 in Turin fort, wo er noch im selben Jahr an der Königlichen Universität sein Examen machte.

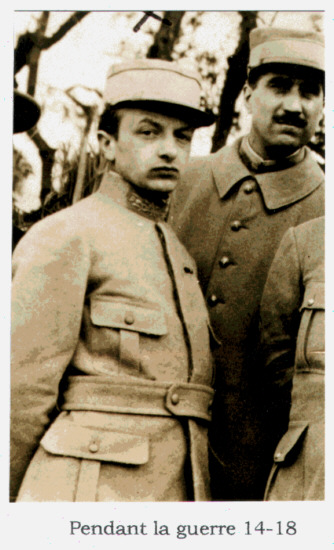
Henri Lentulo als Fremdenlegionär im Ersten Weltkrieg

### Erster Weltkrieg (1914 bis 1918)
Seine sozialistische Überzeugung führte Lentulo nach der Ermordung von Jean Jaurès (im Juli 1914) mit dem Ausbruch des Ersten Weltkrieges im August 1914 in die französische Armee. Weil er die italienische Staatsbürgerschaft hatte, war er ein „Legionär zweiter Klasse“. Im Oktober desselben Jahres wurde er medizinischer Assistent im 4. Infanterieregiment der Legione Garibaldina des Generals Peppino Garibaldi. Nach mehreren militärischen Stationen (Orléans (April 1915), Laon (Juni 1915), Saint-Dié (Juli 1915), Champagne (Okt. 1915)) kämpfte er im Juni und Juli 1916 in Verdun und wurde im Oktober 1916 in die Abteilung der Kiefer-Gesichtschirurgie im Krankenhaus von Montpellier versetzt.

Im Dezember 1916 wurde der Status des Militärzahnarztes neu geschaffen.

Weitere Stationen: Juni 1917: Zahnarzt im 2. Jägerbataillon in Neufchâteau. Juli bis Okt. 1917: Kämpfe in der Nähe von Nancy. Oktober 1917: Kampf um die Brücke bei Mousson.
Am 21. Januar 1918 traf Lentulo in Mailand ein, um das Zentrum für Kiefer-Gesichtschirurgie der italienischen Armee zu organisieren. Er wurde als Ritter der Legione d'onore (Ehrenlegion) ausgezeichnet und erhielt das Croce di guerra con la stella di bronzo (Kreuz des Krieges mit dem Bronze-Stern).

### 1919 bis 1938

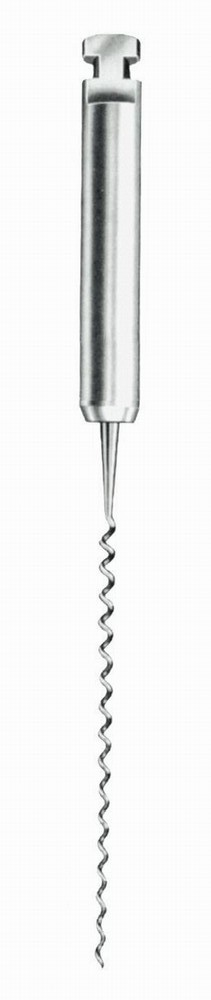
Wurzel-füller nach Henri Lentulo

Lentulo heiratete am 27. März 1919 Germaine Janin in Paris. Das Paar hat zwei Töchter.
Er wurde Mitarbeiter des Zahnarztes Charles Godon, vermutlich bis zu dessen Tod im Jahre 1923. Zu dieser Zeit: erste wissenschaftliche Artikel über die Leichenidentifizierung mit Hilfe des Zahnstatus in den Kriegsjahren 1914 bis 1918. Im Jahre 1921 vertrat er die École Dentaire Paris auf einem Kongress in Rom.

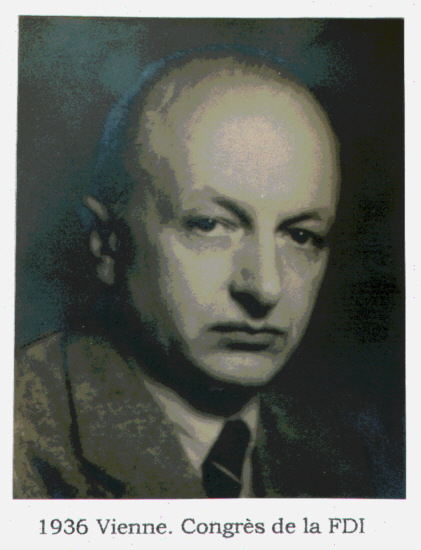
Henri Lentulo, 1936 in Wien

Im März 1925 erhielt Lentulo die französische Staatsbürgerschaft. Etwa gleichzeitig begann er seine Forschungsarbeiten über Zahn-Füllungsmaterialien. 1928 präsentierte er seinen (später nach ihm benannten) spiralförmigen Wurzelfüller zur maschinellen Füllung von Wurzelkanälen. Er nahm Kontakt zu der Firma Maillefer in Ballaigues (Schweiz) auf, um die Wurzelfüllpaste industriell herzustellen und zu vermarkten. Es stellte sich ein sofortiger Erfolg ein. Am 7. April 1928 wurde das Patent erteilt. Auch für die USA wurde ein Patent beantragt.
1930 wurde Lentulo als Prothetiker Mitglied der École de Paris in Paris und ebenda 1931 Leiter der Klinik.
Im August 1931 war Lentulo Berichterstatter auf dem 8. Kongress der FDI World Dental Federation (FDI). Sein Thema: „Die Eröffnung und der Verschluss der Wurzelkanäle“.
Im August 1936 repräsentierte er auf dem 9. Kongress der FDI in Wien erneut die École de Paris. Seine Arbeit und sein Vortrag „Behandlung der Wurzelkanäle“ fanden internationale Anerkennung.

### 1939 bis 1981
Als Kriegsveteran des Ersten Weltkrieges war Lentulo 1939 tief erschüttert von dem Debakel der französischen Armee.
Von 1943 bis 1956 war er Mitglied des Verwaltungsrates und der Geschäftsleitung der École de Paris und nahm diese Aufgabe sehr ernst.
Im November 1948 wurde Lentulo „von Amts wegen“ zum Président de la Société Odontologique de Paris (Präsident der Gesellschaft für Zahnheilkunde Paris) ernannt.
1951 gründete er die l’Association d’Enseignement d’Odonto-Stomatologie (Gesellschaft zur Ausbildung der Zahnärzte) und wurde deren Präsident.
Obwohl er es 1948 ablehnte, Mitbegründer der Fachzeitschrift Actualités Odonto-Stomatologiques (AOS) zu werden, veröffentlichte er zahlreiche Artikel für dieses Fachorgan.

1952 erschien in der AOS nach Lentulos eigener Einschätzung der wichtigste Vortrag seiner Karriere: „Hinweise aus der Praxis: Der wahrscheinliche Mechanismus von periapikalen Infektionen.“ (AOS Nr. 17 S. 45–60).
1956 beendete Lentulo im Alter von 67 Jahren seine Lehrtätigkeit, übte seine zahnärztliche Tätigkeit aber weiterhin aus und veröffentlichte weitere Artikel in der AOS. Als er ab 1969 auf einen Rollstuhl angewiesen war, beendete der 80-Jährige seine Tätigkeit und zog sich auf sein Eigentum nach Béthonvilliers zurück.
1971 wurde er zum Président d’honneur du 2 ème congrès des chirurgiens dentistes de France (Ehrenpräsident des zweiten Kongresses der französischen Zahnärzte) ernannt und mit der silbernen Médaille de la Ville de Paris geehrt.
Am 27. Januar 1981 starb Lentulo 91-jährig bei seiner Tochter in Gap. Er wurde in Béthonvilliers (etwa 150 km westlich von Paris 48° 13′ 19,1″ N, 0° 54′ 33,8″ O) zur letzten Ruhe gebettet.

## Posthume Ehrungen
Am 15. Dezember 1989 wurde in Nizza im St.-Rochus-Krankenhaus im Zentrum der Zahnheilkunde, das seinen Namen trägt, anlässlich Lentulos 100. Geburtstages eine Gedenktafel angebracht.

Am 6. Februar 2003 wurde in Nizza vom Senator und dem Bürgermeister in Anwesenheit des Präfekten, Lentulos Familie und Zahnärztlicher Körperschaften der Jardin Henri Lentulo (Henri-Lentulo-Park 43° 43′ 24,9″ N, 7° 17′ 5″ O) eingeweiht. Die Zeremonie wurde von Musikern der Fremdenlegion gestaltet, die eigens angereist waren, um Einen der Ihren zu ehren.

## Zitate
Zwei Sätze liebte Henri Lentulo besonders:
- „Zur Quelle zurückkehren und sein Dach finden.“
- „Wenn man mit 20 nicht Sozialanarchist ist, dann stimmt etwas mit dem Herzen nicht. Wenn man es noch mit 50 ist, dann stimmt etwas mit dem Kopf nicht.“ (Bernard Shaw)

Zwei Aussagen eines seiner Schüler umschreiben sehr gut die Persönlichkeit von Henri Lentulo:
- „Henri Lentulo war vor allem ein Humanist – er war bezüglich des sozialen Aspekts seiner Erfindung sehr feinfühlig: Der Wurzelfüller half der Verbreitung der Zahnheilkunde. Er hatte dessen Bedeutung sofort verstanden, blieb aber immer unglaublich bescheiden.“

- „Zutiefst unabhängig, begabt mit einer leuchtenden Intelligenz, einem seltenen Geschick beim Operieren, mit bemerkenswerter Erfahrung und klinischem Verständnis, so wurde er zum Meister für uns alle.“

## Bibliographie
Anmerkung: In schmaler Schrift sind die Originaltitel ins Deutsche übersetzt. Das heißt nicht, dass diese Veröffentlichungen auch tatsächlich ins Deutsche übersetzt wurden.
- H. Lentulo: L’identification des cadavres par la fiche dentaire. L’odontologie, 1921, 59, n°2, p.92-93. Die Identifizierung der Leichen anhand von Zähnen.

- H. Lentulo: Présentation d’un instrument pour l’obturation des canaux dentaires. L’odontologie, 1928, 66, n°2, p.87-95. Vorstellung eines Instruments für die Füllung von Wurzelkanälen.

- H. Lentulo: Guide-repère pour la préparation de loges radiculaires pour pivots. L’odontologie, 1929, 67, n°2, p. 74-75.

- H. Lentulo: Observations sur les descellements accidentels des pivots dentaires. L’odontologie, 1929, 67, n°9, p.633-636.

- H. Lentulo: Observations sur les descellements accidentels des pivots dentaires. Actes du Congrès de l’Association française pour l’Avancement des Sciences, Le Havre, 1929, section Odontologie, p.550-553.

- H. Lentulo: Dispositif stabilisateur pour appareils de prothèse ordinaire. L’odontologie, 1929, 67, n°10, p.711-712.

- H. Lentulo: De l’ouverture à l’obturation des canaux radiculaires. Actes du 8ème Congrès Dentaire International, FDI, août 1931, Paris, section III; Pathologie et Thérapeutique dentaires, p.174-180. Pathologie und Therapeutik bei Zahnproblemen.

- H. Lentulo: Propagande d’hygiène dentaire et T.S.F. L’odontologie, 1933, 71, n°11, p.780-781.

- H. Lentulo: Fossettes, sillons, crêtes et cuspides dans les restaurations coronaires. L’odontologie, 1934, 72, n°5, p.315-331

- H. Lentulo: Le traitement des canaux radiculaires. Actes du 9ème Congrès Dentaire International, FDI, Vienne 1936, section X: Traitement des canaux radiculaires, p.418-419. Vienne, Urban & Schwarzenberg, 1937. Die Behandlung der Wurzelkanäle.

- H. Lentulo: D’une conception uniquement mécanique du traitement conservateur des dents dépulpées. L’odontologie, 1937, 75, n°6, p.358-371.

- H. Lentulo: Les indications du traitement et de l’obturation des canaux infectés en une seule séance. L’odontologie, 1938, 76, n°1, p. 14-20. Die Indikationen zur Behandlung und der Verschluss infizierter Kanälen in einer einzigen Sitzung.

- H. Lentulo: Sur la détermination de la hauteur d’occlusion en prothèse. Actualités odonto-stomatologiques, 1949, n°5, p.87-90. Bestimmung der Okklusionshöhe bei Prothesen.

- H. Lentulo: Les inlays. Leur mise en revêtement et leur coulée. La revue odontologique, 1950, 72, n°11, p.549-565.

- H. Lentulo: Considérations pratiques tirées du probable mécanisme d’entretien des infections périapicales. Actualités odonto-stomatologiques, 1953, n°24, p.409-436. Hinweise aus der Praxis: Der wahrscheinliche Mechanismus von periapikalen Infektionen.

- H. Lentulo: Propos sur les dentiers complets. Actualités odonto-stomatologiques, 1953, n°24, p.409-436. Über die Totale Prothese.

- H. Lentulo: Sur le mécanisme des infections périapicales. Conséquences techniques thérapeutiques. Revue Stomato-odontologique du nord de la France, 1953, n°30, p.21-23. Die Mechanismen periapikaler Infektionen.

- H. Lentulo: Considérations pratiques tirées du probable mécanisme d’entretien des infections périapicales. Bulletin de la société odonto-stomatologique du Rhin et de la Moselle, 1954, n°9, p.1-11. Hinweise aus der Praxis: Der wahrscheinliche Mechanismus von periapikalen Infektionen.

- H. Lentulo: Propos sur la construction des bagues de Richmond et couronnes. Actualités odonto-stomatologiques, 1959,n°45, p. 37-46. Die Herstellung von Ringdeckel- und Richmondkronen.

- H. Lentulo: Implants? Actualités odonto-stomatologiques, 1959,n° 46, p. 185-188. Implantate?

- H. Lentulo et P. Gonon: A propos d’une lettre des USA. Actualités odonto-stomatologiques, 1964. Betrifft einen Brief aus den USA.

| Personendaten    | Personendaten                            |
| ---------------- | ---------------------------------------- |
| NAME             | Lentulo, Henri                           |
| ALTERNATIVNAMEN  | Lentulo, Enri                            |
| KURZBESCHREIBUNG | französischer Zahnarzt und Kieferchirurg |
| GEBURTSDATUM     | 17. November 1889                        |
| GEBURTSORT       | Nizza                                    |
| STERBEDATUM      | 27. Januar 1981                          |
| STERBEORT        | Gap                                      |